# Claudio Pollio
Claudio Pollio   (Nàpols, 27 de maig de 1958) és un lluitador italià, ja retirat, especialista en lluita lliure, que va competir durant les dècades de 1970 i 1980.
El 1976 va prendre part en els Jocs Olímpics d'Estiu de Montreal, on disputà, sense sort, la competició del pes mini mosca del programa lluita lliure. Quatre anys més tard, als Jocs de Moscou, guanyà la medalla d'or en la mateixa competició.
En el seu palmarès també destaca una medalla de plata al Campionat d'Europa de 1981, una medalla d'or i una de plata als Jocs del Mediterrani i set campionats nacionals.